# TACAMO

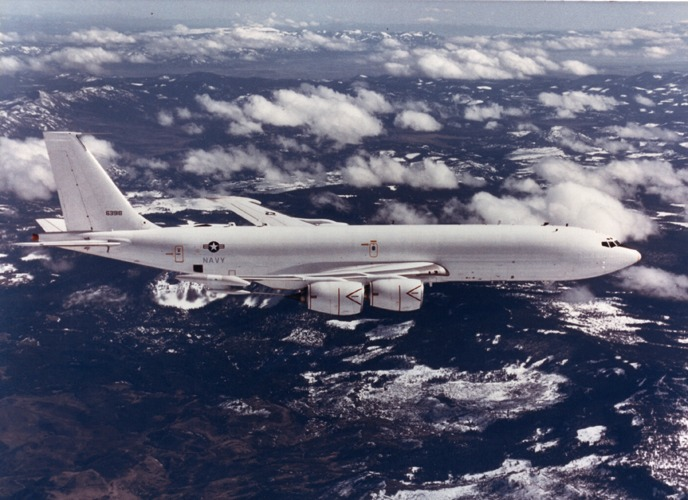
Un Boeing E-6 Mercury en vol, peint en blanc anti-flash

TACAMO (Take Charge And Move Out, en français : Prendre les choses en main et sortir) est un système militaire américain de communication conçu pour être utilisé dans un cadre de guerre nucléaire et visant à maintenir les communications entre les décideurs (la National Command Authority) et la triade de systèmes stratégiques de délivrance d'armes nucléaires. Sa mission principale est de servir de relais de signaux, il reçoit des ordres d'un avion de commande comme l'opération Looking Glass, vérifie et retransmet leurs messages d'action d'urgence (EAM) aux forces stratégiques américaines. Comme il s'agit d'un poste de communication dédié, il offre la possibilité de communiquer sur pratiquement toutes les bandes de fréquences radio, de très basse fréquence (VLF) à très haute fréquence (SHF), en utilisant une variété de modulations, de chiffrement et de réseaux, minimisant la probabilité qu'en cas d'urgence le message soit brouillé par l'ennemi. Cette capacité de communication aéroportée a largement remplacé les sites terrestres de diffusion à très basse fréquence (ELF) qui sont devenus vulnérables aux frappes nucléaires.

## Composants
Le système TACAMO actuel comprend plusieurs composantes. La partie principale est la partie aéroportée, l'escadre de communications stratégiques de la Marine américaine (STRATCOMWING ONE (en)), une organisation du Commandement stratégique américain (USSTRATCOM) basée sur la Tinker Air Force Base, en Oklahoma. STRATCOMWING 1 se compose de trois escadrons de reconnaissance aérienne de la flotte (VQ-3 (en), VQ-4 (en) et VQ-7) équipés d'avions Boeing IDS E-6B Mercury TACAMO. En plus de la principale base opérationnelle de Tinker, il existe une base d'alerte sur la côte ouest à Travis Air Force Base, en Californie, et une base d'alerte sur la côte est à NAS Patuxent River, dans le Maryland.

## Historique

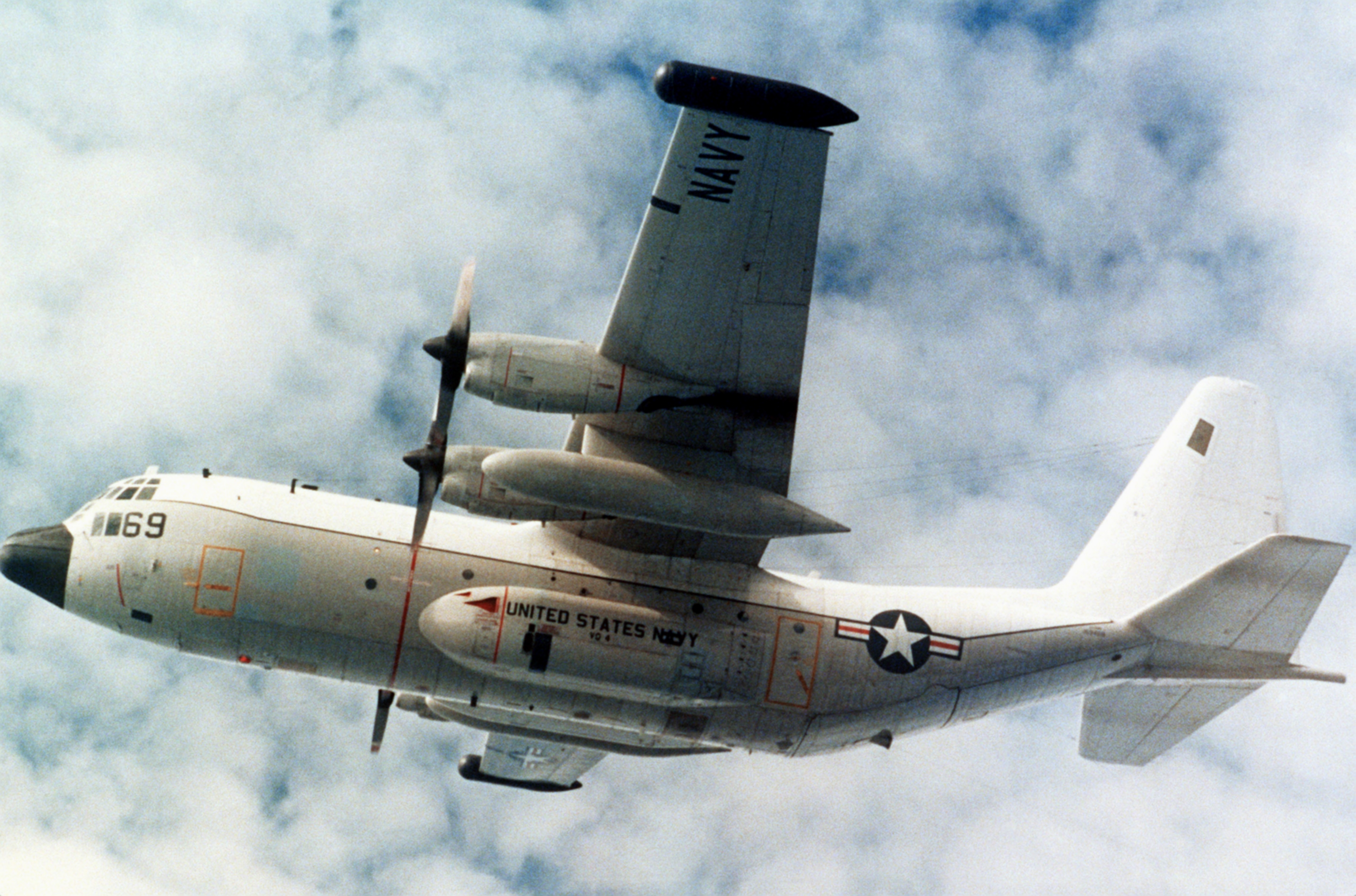
Un EC-130Q TACAMO de l'US Navy en 1984.

L'acronyme a été inventé en 1961[réf. nécessaire] et le premier avion modifié pour les tests TACAMO était un Lockheed KC-130 Hercules qui, en 1962, était équipé d'un émetteur VLF et d'une antenne filaire pour tester les communications avec les sous-marins lanceurs de missiles balistiques de la flotte.
Le Naval Air Development Center a développé la technique requise pour "caler" l'antenne arrière pour obtenir la longue antenne verticale nécessaire. Le système VLF est actuellement connu sous le nom de VERDIN (VERy low frequency Digital Information Network, en français : réseau d'information numérique à très basse fréquence). Le programme a été étendu en 1966 en utilisant des C-130 modifiés désignés Lockheed EC-130G/Q (en) transportant un système VLF construit par Collins Radio Company.
Les deux premiers escadrons ont été créés en 1968: le VQ-4 initialement exploité à partir de la Naval Air Station Patuxent River, dans le Maryland et le VQ-3 a été initialement formé sur la Naval Air Station Barbers Point, à Hawaï avant de déménager sur la Naval Air Station Agana (en), à Guam, avant de retourner par la suite sur la NAS Barbers Point. Le système connu sous le nom de TACAMO a été déployé sur le plan opérationnel en 1969. TACAMO était composé de douze avions Lockheed EC-130Q équipés d'émetteurs VLF utilisant de longues antennes à fil traînant. Le système VLF a été mis à niveau à plusieurs reprises pour améliorer la force du signal.
En 1971, le TACAMO IV incorporait un émetteur de 200 kW et une double antenne. La puissance et les capacités de transmission réelles restent classifiées. L'ELF aéroporté a été testé mais considéré comme irréalisable. L'avion a été mis à niveau vers l'E-6 Mercury à partir de 1990, et l'E-6A a été mis à niveau vers l'E-6B à double rôle à partir de 1998. Avec l'introduction de l'E-6, la Navy a également constitué un nouvel escadron, VQ-7, pour fournir une formation initiale aux nouveaux aviateurs, officiers de bord et membres d'équipage enrôlés, et une formation périodique pour les anciens membres d'équipage du TACAMO qui retournent sur l'avion.

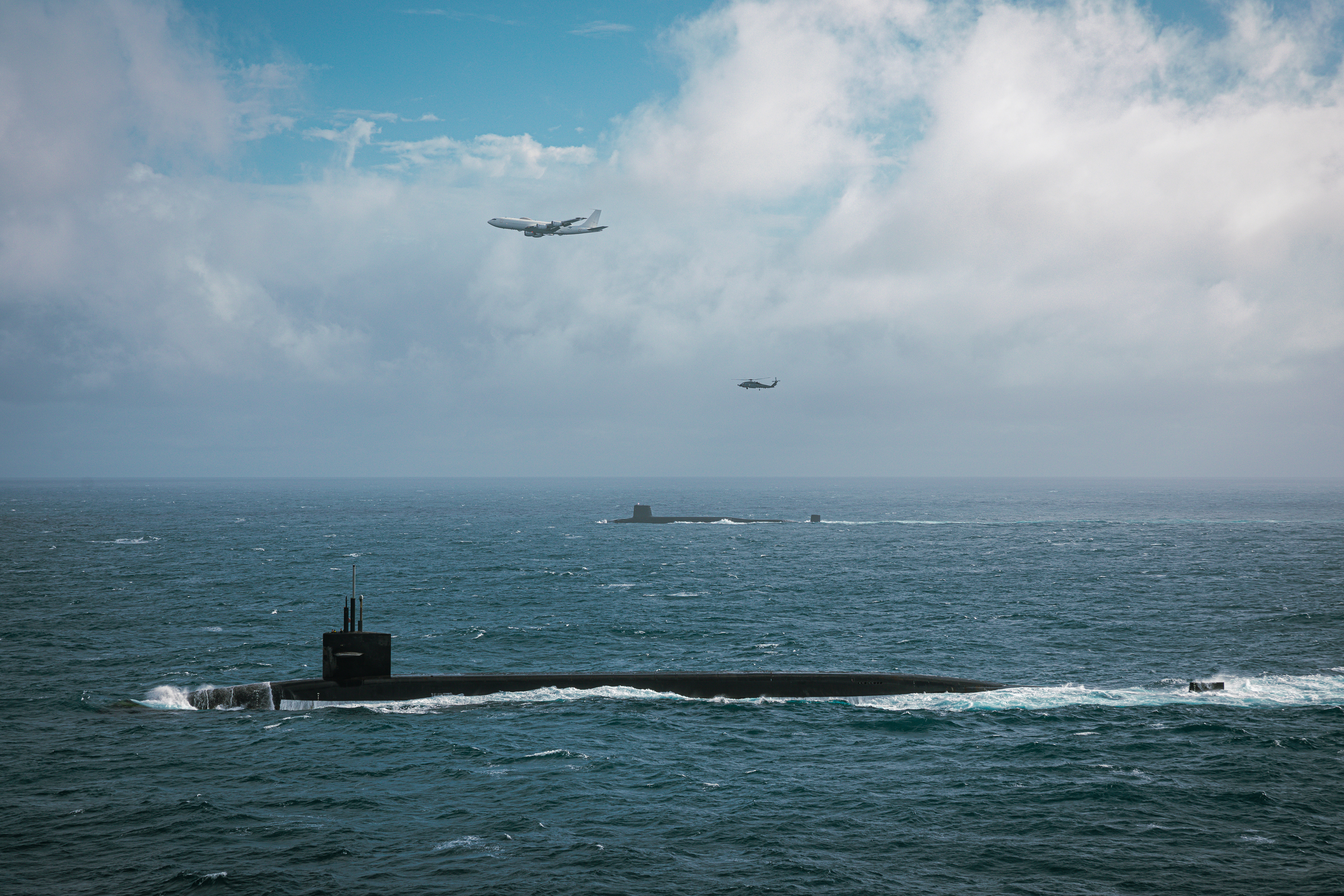
Le USS Tennessee (SSBN-734) de la classe Ohio naviguant de conserve avec un un SNLE de la classe Vanguard de la Royal Navy en décembre 2022. Ils sont survolés par un Boeing E-6 Mercury chargé des missions TACAMO et un hélicoptère MH-60R du HSM-72.

L'avion E-6 est basé sur le Boeing 707. Les ailes ont été redessinées pour répondre aux nouvelles caractéristiques de charge alaire; la queue a été repensée après une défaillance catastrophique du stabilisateur vertical lors des essais en vol. Le cockpit a été copié sur celui de l'avion de ligne commercial Boeing 737NG, et le train d'atterrissage a été modifié pour supporter le poids supplémentaire. De plus grands réservoirs de carburant ont été installés et le fuselage a été considérablement modifié pour accueillir les 31 antennes, y compris l'antenne filaire et l'assemblage de la bobine. Après la mise à niveau de l'E-6B, l'avion TACAMO, avec l'ajout de l'Airborne Launch Control System (ALCS), a pris en charge la mission de l'EC-135 Looking Glass autrefois menée par la 55th Wing (en) de l'US Air Force depuis la Offutt AFB, dans le Nebraska.
En aout 2025, l'US Navy a annoncé son avion TACAMO de nouvelle génération désigné sous le Lockheed E-130J Phoenix II. Il est basé sur le C-130J-30 avec un fuselage agrandi et une masse maximale accrue. 23 sont prévus, les premières livraisons étant prévues pour 2028 et la capacité opérationnelle initiale au début des années 2030.